# Вокзал Билефельд
Билефельдский вокзал (нем. Bielefeld Hauptbahnhof) — главный железнодорожный вокзал в городе Билефельд (федеральная земля Северный Рейн-Вестфалия). Билефельдский вокзал является главным железнодорожным узлом Восточной Вестфалии. Ежедневно вокзал отправляет 40 000 пассажиров. По немецкой системе классификации вокзал Билефельда относится к категории 2.

## История

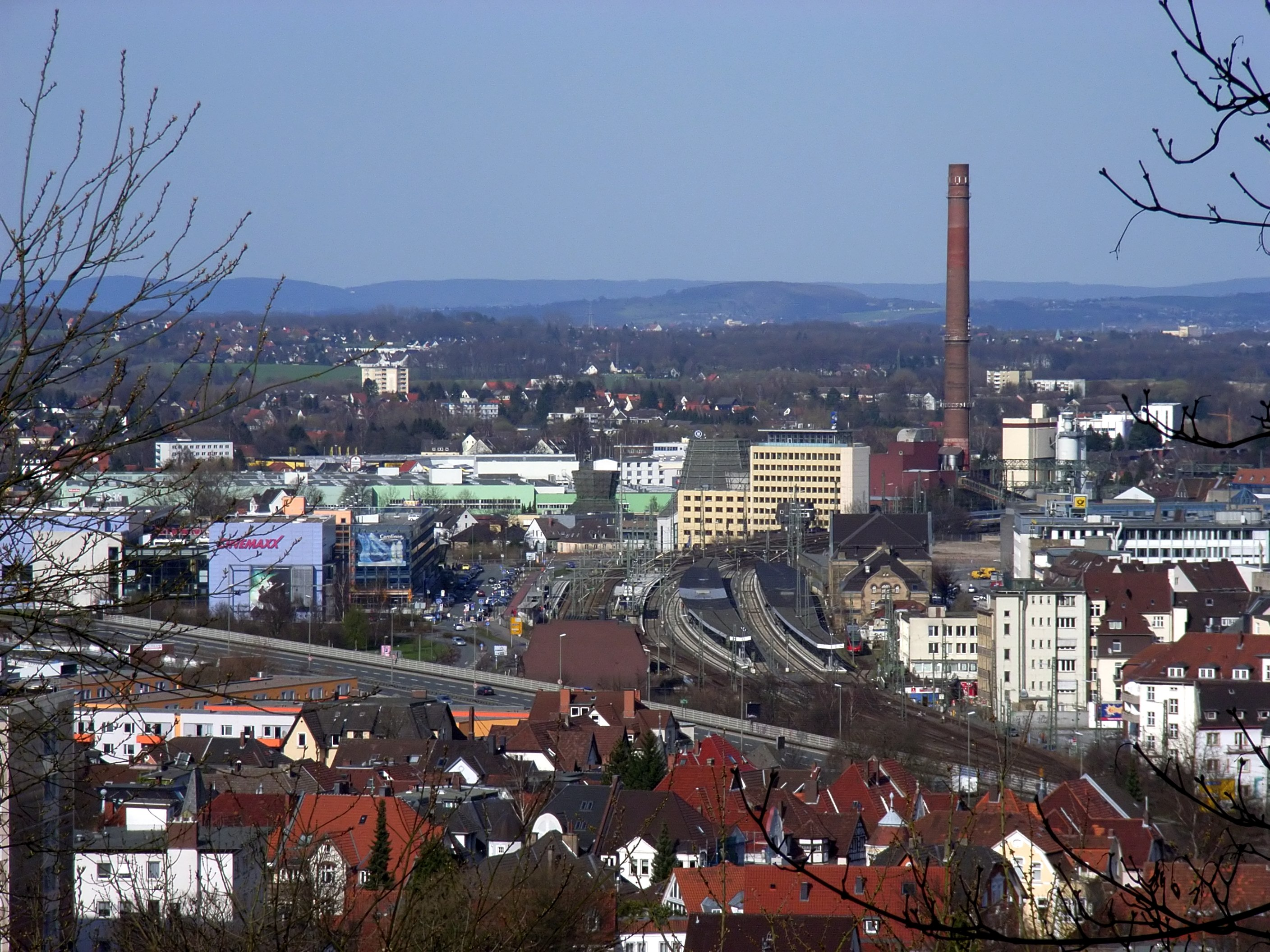
Билефельдский вокзал с высоты птичьего полёта

Станция в Билефельде открыта 15 октября 1847 года, когда Кёльн-Минденская железнодорожная компания проложила железнодорожный участок Дортмунд-Хамм. Первое каменное здание вокзала открыто в 1849 году. В 1885 году здание вокзала перестроено и расширено.
В XIX веке скорые поезда на пути из Дортмунда в Минден не останавливались в Билефельде, это обусловливалось тем, что Минден был центром округа и имел большее значение, чем индустриальный Билефельд. Однако, в начале XX века количество пассажиров, отправляемых со станции Билефельда значительно выросло, что привело к началу строительства нового вокзального здания в 1907 году. Монументальное здание в стиле модерна открыто 1 мая 1910 года. В 1911—1917 годах на вокзале построены пассажирский и багажный туннели, 6 путей и 3 платформы.
Несмотря на многочисленные бомбардировки Билефельда силами британской авиации в ходе Второй мировой войны, вокзал практически не пострадал и сохранил свой облик до нашего времени.
Железнодорожная магистраль Хамм-Ганновер, проходящая через Билефельд, была электрифицирована 29 сентября 1968 года. В 1990-е годы Билефельд стал важной остановкой на пути следования ICE поездов из Берлина в Кёльн. Для этого путевая система вокзала была расширена до 7 путей и 4 платформ.
В 2000 году планировалась начать работы по реконструкции и модернизации вокзала, но из-за проблем с решением финансовых вопросов эти работы начаты только в сентябре 2006 года. Всего на реконструкцию вокзала выделено 26,2 млн евро.

## Движение поездов по станции Билефельд

### ICиICE
| Линия  | Маршрут | Маршрут |
| ------ | --- | --- |
| ICE 10 | Берлин (Восточный вокзал) — Ганновер — Билефельд — Хамм — | Дортмунд — Эссен — Дуйсбург — Аэропорт (Дюссельдорф) — Дюссельдорф — Кёльн–Мессе/Дойц — Кёльн — Аэропорт Кёльн/Бонн                                                                        |
| ICE 10 | Берлин (Восточный вокзал) — Ганновер — Билефельд — Хамм — | Хаген — Вупперталь — Кёльн-Мессе/Дойц — Кёльн — Бонн — Кобленц — Трир |
| IC 32  | Берлин-Зюдкройц — Берлин — Берлин-Шпандау — Вольфсбург — Ганновер — Билефельд — Дортмунд — Эссен — Дуйсбург — Дюссельдорф — Кёльн — Бонн — Майнц — Мангейм — Хайдельберг — Штутгарт — Ульм | Берлин-Зюдкройц — Берлин — Берлин-Шпандау — Вольфсбург — Ганновер — Билефельд — Дортмунд — Эссен — Дуйсбург — Дюссельдорф — Кёльн — Бонн — Майнц — Мангейм — Хайдельберг — Штутгарт — Ульм |
| IC 55  | Лейпциг — Галле — Магдебург — Ганновер — Билефельд — Хамм — Дортмунд — Вупперталь — Золинген — Кёльн                                                                                       | Лейпциг — Галле — Магдебург — Ганновер — Билефельд — Хамм — Дортмунд — Вупперталь — Золинген — Кёльн                                                                                       |

### RE,RBиS-Bahn
| Линия | Название            | Маршрут |
| ----- | ------------------- | --- |
| RE 6  | Westfalen-Express   | Минден — Билефельд — Хамм — Дортмунд — Бохум — Эссен — Мюльхайм-на-Руре — Дуйсбург — Аэропорт (Дюссельдорф) — Дюссельдорф |
| RB 61 | Wiehengebirgs-Bahn  | Билефельд — Херфорд — Оснабрюк — Райне — Бад-Бентхайм                                                                     |
| RB 67 | Der Warendorfer     | Билефельд — Гютерсло — Варендорф — Мюнстер                                                                                |
| RB 69 | Ems-Börde-Bahn      | Билефельд — Хамм — Мюнстер                                                                                                |
| RE 70 | Weser-Leine-Express | Билефельд — Минден — Ганновер — Брауншвейг                                                                                |
| RB 71 | Ravensberger Bahn   | Билефельд — Херфорд — Бюнде& — Раден                                                                                      |
| RB 73 | Der Lipperländer    | Билефельд — Лаге (Липпе) — Лемго                                                                                          |
| RB 74 | Senne-Bahn          | Билефельд — Билефельд-Зеннештадт — Падерборн                                                                              |
| RB 75 | Haller Willem       | Билефельд — Халле — Оснабрюк                                                                                              |
| RE 78 | Porta-Express       | Билефельд — Херфорд — Лёне — Минден — Нинбург (Везер)                                                                     |
| RE 82 | Der Leineweber      | Билефельд — Лаге (Липпе) — Детмольд — Альтенбекен)                                                                        |